# Arachnothera longirostra
Arachnothera longirostra е вид птица от семейство Nectariniidae.

## Разпространение
Видът е разпространен в Бангладеш, Бутан, Бруней, Камбоджа, Китай, Индия, Индонезия, Лаос, Малайзия, Мианмар, Непал, Филипините, Сингапур, Тайланд и Виетнам.